# Valenzano
Valenzano – miejscowość i gmina we Włoszech, w regionie Apulia, w prowincji Bari. W miejscowości jest kilka  kościołów; dobry dojazd do morza.
Według danych na styczeń 2009 gminę zamieszkiwało 18 379 osób przy gęstości zaludnienia 1164 os./1 km².